# Quicken Interchange Format
Quicken Interchange Format (QIF) est un format d'échange de données financières.

## Structure
Un fichier QIF a typiquement la structure suivante:

!Type:identificateur de type

[caractère unique]Chaîne de caractères

...

^

[caractère unique]Chaîne de caractères

...

^

Chaque entrée est terminée par un accent circonflexe (^).
Les données sont stockées au format ASCII. Ainsi, les fichiers
QIF peuvent facilement être éditables par n'importe quelle
application. À l'origine, le format QIF était un format d'échange du
logiciel de comptabilité personnelle Quicken.

## Le format QIF et le format OFX
Le format QIF est plus ancien que le format Open Financial Exchange (OFX) et il possède un certain nombre de limitations par rapport à ce dernier. Bien que de nombreux logiciels de comptabilité personnelle intègrent encore le support de QIF (Microsoft Money, Grisbi, GnuCash), le format OFX tend à le supplanter.